# Railterminal Niš
Containerterminal Niš is een containerterminal voor gecombineerd vervoer met een capaciteit van 30.000 TEU per jaar die deel uitmaakt van de Pan-Europese corridor X, een stelsel van transportverbindingen in Midden-Europa en de Balkan. De terminal ligt bij Niš, een stad in het zuiden van Servië, en verbindt railtransport met wegtransport.

## Omschrijving
De terminal is in mei 2022 geopend in een ontwikkelend industriegebied op zes kilometer ten westen van het centrum van Niš. Anno 2024 werd de terminal omringd door landbouwgebied en ruige begroeiing, met uitzondering van de westkant, waar een rangeerknooppunt met 39 sporen ligt. Het terminalterrein is eigendom van Adria Rail, een onderdeel van de Metrans-groep, terwijl de exploitatie in handen is van MBOX TERMINALS DOO, kortweg MBOX, dat ook een vestiging heeft in Belgrado en onderdeel is van de Servische logistieke Milšped-groep.
Bestuurlijk behoort het terrein tot de gemeente Crveni Krst, een voorstad van Niš. De dichtstbijzijnde woonkern is het dorp Popovac, aan de overkant van het rangeerterrein. Van daaraf loopt een toegangsspoor, dat zich splitst in drie sporen van zo'n 170 meter lang: twee opstel- en rangeersporen en een afhandelingsspoor, dat zelf nog een kleine aftakking heeft. De De opstelruimte, inclusief afhandelingsruimte voor vrachtwagens, is ruim drie hectare. Bezuiden dit terrein is een parkeer- en wachtplaats voor vrachtwagens.
Er is geen verbinding over water. Ook zijn er geen noemenswaardige verbindingen met de luchthaven van Niš, waar de terminal vrijwel aan grenst: de start- en landingsbanen liggen slechts een kleine kilometer noordoostelijk, maar er ligt medio 2024 voornamelijk ruigte tussen.

## Verbindingen
Onderstaande bestemmingen zijn alle verbonden via de Pan-Europese corridor X. Medio 2024 zijn de volgende verbindingen in gebruik: 
- Railterminal Belgrado (binnenlands), vanaf de opening
- Combiterminal Rijeka Brajdica, (Kroatië), vanaf de opening, 1× per week
- Intermodal Station Thessaloniki (Griekenland), vanaf augustus 2022,[3] 1× per week
- Ljubljana (Slovenië),[2] vanaf juli 2023
- Sofia (Bulgarije)
- Railterminal Budapest BILK (Hongarije)

| Toon met rangeerterrein; N.O. de luchthaven, Z.O. de wachtplaats voor vrachtauto's Toon met regio Toon met Servië Toon met Europa              |
| - Crveni Krst paars omlijnd - Niš zwart omlijnd - Servië rood omlijnd - Kosovo (betwist gebied), grijs Klik om de kaart beeldvullend te maken. |